# Game Boy Wars
Game Boy Wars (ゲームボーイウォーズ, Gēmu Bōi Wōzu) est une série de jeux vidéo de tactique au tour par tour  sortie exclusivement au Japon. Elle fait suite à la série des Famicom Wars sortie sur Famicom et précède la série des Advance Wars sortie sur Game Boy Advance.

## Game Boy Wars
Game Boy Wars est le premier jeu de la série par ordre de sortie. Il a été développé par Intelligent Systems et Nintendo R&D1, a été édité par Nintendo et est sorti sur Game Boy en 1991.
- Aktueller Software Markt : 10/12[1]
- Video Games : 83 %[2]

## Game Boy Wars Turbo
Game Boy Wars Turbo est le deuxième épisode de la série par ordre de sortie. Il a été développé et édité par Hudson Soft. Il est sorti en 1997 sur Game Boy.

## Game Boy Wars 2
Game Boy Wars 2 est le troisième épisode de la série par ordre de sortie. Il a été développé et édité par Hudson Soft. Il est sorti en 1998 sur Game Boy Color.

## Game Boy Wars 3
Game Boy Wars 3 est le quatrième épisode de la série par ordre de sortie. Il a été développé et édité par Hudson Soft. Il est sorti en 2001 sur Game Boy Color.